# Gnatholepis pascuensis
Gnatholepis pascuensis är en fiskart som beskrevs av Randall och Greenfield 2001. Gnatholepis pascuensis ingår i släktet Gnatholepis och familjen smörbultsfiskar. Inga underarter finns listade i Catalogue of Life.